# Zarembo Island
Zarembo Island fa parte dell'arcipelago Alessandro, nell'Alaska sud-orientale (Stati Uniti d'America). Amministrativamente appartiene al Borough di Wrangell. Non ha una popolazione residente secondo l'ultimo censimento del 2000. L'isola si trova all'interno della Tongass National Forest.

## Geografia
Zarembo si trova circondata da molte isole: lo stretto di Sumner a nord la separa da Kupreanof e Mitkof; lo stretto Stikine a est e sud-est la separa da Woronkofski Island e da Etolin; a sud-ovest lo stretto di Clarence la divide dall'isola Principe di Galles. Altre isole minori si trovano a nord-est tra Zarembo e la foce del fiume Stikine, mentre a sud-ovest, nello stretto di Clarence, è situato il gruppo delle isole Kashevarof. La superficie totale dell'isola è di 478,3 km². L'altezza massima è di 776 m.

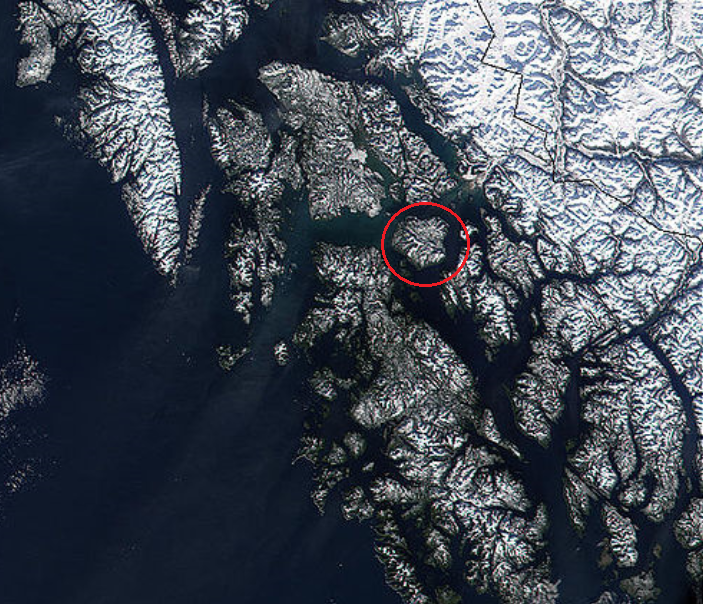

### Insenature e altre masse d'acqua
Intorno all'isola sono presenti le seguenti insenature marine (alcune misure sono ricavate da "Google Earth"):
- Lato sullo stretto di Stikine (Stikine Strait):[4]
  - Baia di Deep (Deep Bay)[5] 56°24′20″N 132°38′06″W - È parallela alla baia di Roosvelt ed è lunga quasi 2 chilometri.
  - Baia di Roosevelt (Roosevelt Harbor)[6] 56°23′53″N 132°37′58″W - Si trova a sud della baia di Deep ed è poco meno lunga della stessa.
  - Baia di Fritter (Fritter Cove)[7] 56°22′36″N 132°38′45″W - È larga 1,3 chilometri.
  - Baia di Bight (Meter Bight)[8] 56°20′45″N 132°40′12″W
- Lato sullo stretto di Sumner (Sumner Strait):[4]
  - Baia di Little Baht (Little Baht Harbor)[9] 56°27′08″N 132°46′06″W
  - Baia di Baht (Baht Harbor)[10] 56°26′40″N 132°49′18″W - È larga 6,4 chilometri.
  - Baia di Saint John (Saint John Harbor)[11] 56°26′52″N 132°57′31″W - Separa le isole Northerly (Northerly Island) e Southerly (Southerly Island) dall'isola di Zarembo.
- Lato sullo stretto di Clarence (Clarence Strait):[4]
  - Canale di Snow (Snow Passage)[12] 56°16′39″N 132°56′59″W - Separa l'isola di Bushy (Bushy Island) dall'isola di Zarembo.

### Promontori
Sull'isola sono presenti alcuni promontori:
- Lato sullo stretto di Stikine (Stikine Strait):[4]
  - Promontorio di South Craig (South Craig Point)[13] 56°23′23″N 132°37′29″W - Il promontorio è associato ad un'area "Lighthouse reserve"; l'elevazione del promontorio è di 30 metri.
  - Promontorio di Round (Round Point)[14] 56°16′41″N 132°39′31″W - Il promontorio è associato ad un'area "Lighthouse reserve"; l'elevazione del promontorio è di 48 metri.
  - Promontorio di Nesbitt (Point Nesbitt)[15] 56°14′02″N 132°52′17″W - Divide lo stretto di Stikine dallo stretto di Clarence; l'elevazione del promontorio è di 27 metri.
- Lato sullo stretto di Clarence (Clarence Strait):[4]
  - Promontorio di Macnamara (Macnamara Point)[16] 56°19′52″N 133°03′51″W - Divide lo stretto di Summer dallo stretto di Clarence; l'elevazione del promontorio è di 8 metri.
- Lato sullo stretto di Sumner (Sumner Strait):[4]
  - Promontorio di Saint Johh (Point Saint John)[17] 56°25′27″N 133°00′29″W - L'elevazione del promontorio è di 6 metri.
  - Promontorio di Low (Low Point)[18] 56°27′03″N 132°56′52″W - L'elevazione del promontorio è di 20 metri.
  - Promontorio di Craig (Craig Point)[19] 56°27′24″N 132°43′56″W - L'elevazione del promontorio è di 13 metri.
  - Promontorio di Middle Craig (Middle Craig Point)[20] 56°26′17″N 132°39′43″W - Si trova di fronte all'isola di Vank (Vank Island)

## Storia
Le coste nord, ovest e sud dell'isola Zarembo sono state per la prima volta tracciate nel 1793 da James Johnstone, uno degli uomini della spedizione del 1791-1795 di George Vancouver, ma all'epoca Johnstone non si era reso conto che si trattava di un'isola. Vancouver aveva chiamato Duke of York Island tutte le isole comprese tra lo stretto di Clarence e lo stretto di Ernest (Ernest Sound), considerandole una sola.
L'isola ha preso il nome del capitano Dionisij Fëdorovič Zaremba (Дионисий Фёдорович Заремба o Зарембо) esploratore russo e ricercatore dell'America russa al comando di varie navi della Compagnia russo-americana e che aveva esplorato l'arcipelago di Alessandro tra il 1827 e il 1838.